# ثينوبيا كامبروبي
ثينوبيا كامبروبي أييمار (مالغرات دي مار، 31 أغسطس 1887 - سان خوان (بورتوريكو)، 28 أكتوبر 1956) كانت كاتبة ومترجمة وعالمة لغويات إسبانية، تنتمي إلى العصر الفضي للعلوم والآداب الإسبانية. كانت أول مترجمة إسبانية لأعمال روبندرونات طاغور، حيث ترجمت اثنين وعشرين مجلدًا، بينما كانت تمارس أنشطة مدنية وثقافية وتجارية وتعليمية متعددة.
خلال فترة نفيها، عملت أستاذة في جامعة ميريلاند، حيث نشرت اللغة والثقافة والأدب الإسباني، مما جعل إسهاماتها التعليمية ذات تأثير واسع امتد ليشمل المجالات الفيلولوجية والأدبية والقانونية والثقافية. كانت عضوًا بارزًا في نادي الليسيوم النسائي إلى جانب فيكتوريا كينت، حيث ناضلت باستمرار من أجل تعزيز دور المرأة في مختلف جوانب المجتمع، وتُعتبر من الرائدات في الحركة النسوية الإسبانية.